# Xaver Joseph Nessel

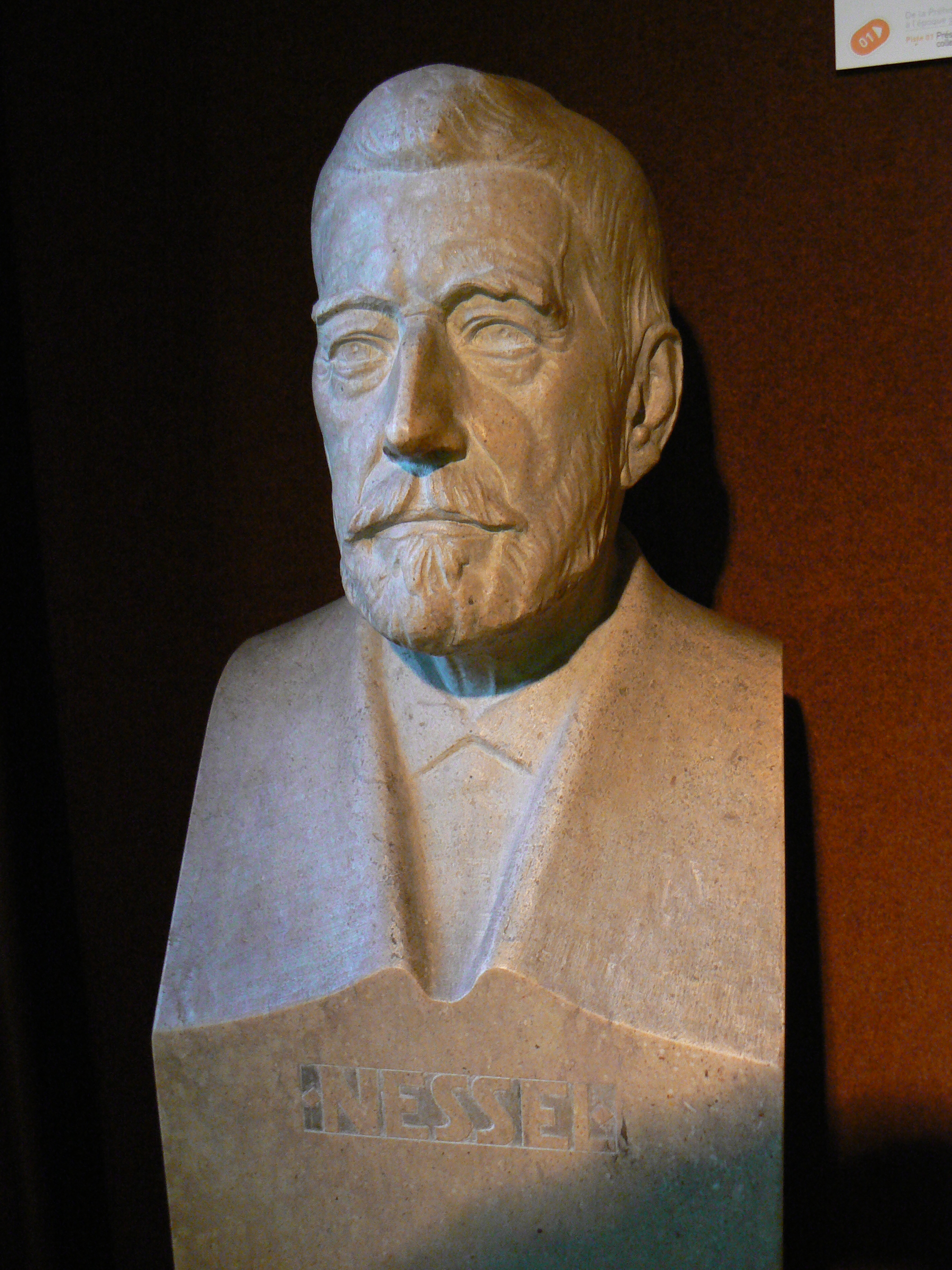
Büste von Nessel im Musée historique de Haguenau

Xaver Joseph Nessel (* 20. Februar 1834 in Haguenau; † 5. Februar 1918 ebenda) war Bürgermeister von Hagenau, Archäologe und Mitglied des Deutschen Reichstags.

## Leben
Nessel besuchte die Gymnasien in Hagenau und Straßburg und die Universitäten Straßburg und Paris, wo er vier Jahre Rechtswissenschaften studierte und dann als Lizenziat abging. Er beschäftigte sich mit besonderer Vorliebe mit Elsässischer Geschichte und Archäologie. Nessel war Mitglied des Gemeinderats in Hagenau seit 1860 und Bürgermeister derselben Stadt von 1870 bis 1902. Die Stadt verdankt ihm wichtige Gebäude (Schule, Kaserne) und Parkanlagen, das Lycee Professionel Xavier Nessel ist nach ihm benannt. Nessels bedeutendstes Vermächtnis ist das von ihm angeregte und von 1900 bis 1905 errichtete Historische Museum der Stadt Hagenau (Musée historique de la ville de Haguenau), dessen prachtvoller Bau auch das Stadtarchiv beherbergt. Den Grundstock der überregional bedeutsamen Abteilung vorgeschichtlicher und römischer Archäologie bildeten Nessels eigene, seit 1871 getätigten Funde in der Umgebung, wie beispielsweise bei den Seltzer Hügelgräbern.
1878 wurde er in den Landesausschuss des Reichslandes Elsaß-Lothringen gewählt. Er gehörte dem Landesausschuss als Vertreter des Bezirkstags Unter-Elsaß bis 1887 an. 1879 wurde er zum Staatsrat von Elsaß-Lothringen ernannt.
Von 1877 bis 1878 war er Mitglied des Deutschen Reichstags für den Wahlkreis Elsaß-Lothringen 10 (Hagenau, Weißenburg) und die Elsässische Protestpartei.